# Kamil Mazek
Kamil Mazek (ur. 22 lipca 1994 w Warszawie) – polski piłkarz, występujący na pozycji pomocnika. 
Wychowanek Legii Warszawa, którą reprezentował w Młodej Ekstraklasie (7 meczów w sezonie 2012/2013). W latach 2015–2019 rozegrał 62 mecze i zdobył 5 goli na poziomie Ekstraklasy, dla Ruchu Chorzów i Zagłębia Lubin. Po odejściu z Zagłębia Lubin w czerwcu 2020, kontynuował karierę w niższych ligach: w Arce Gdynia, Chojniczance Chojnice i Resovii.